# Amoea chlorops
Amoea chlorops là một loài côn trùng trong họ Ascalaphidae thuộc bộ Neuroptera. Loài này được Blanchard in Blanchard & Brullé miêu tả năm 1845.